# Mauritz Karl von der Horst zu Cappeln
Mauritz Karl Theodor Maria Freiherr von der Horst zu Cappeln (* 1716; † 1794) war Domherr in Münster und Paderborn.

## Leben
Mauritz Karl Theodor Maria Freiherr von der Horst zu Cappeln war der Sohn des Generalleutnants Maximilian Ferdinand Anton von der Horst und dessen Gemahlin Anna Sophia Wilhelmine von Lüninck.
Im Jahre 1737 erhielt Mauritz Karl durch päpstlichen Zuspruch eine Dompräbende in Münster und durch Kurfürstliche Provision eine Paderborner Präbende. Auf die beiden Präbenden verzichtete Mauritz Karl im Jahre 1746 und heiratete Sophia Theresia von Boeselager.